# 2009 na música

## Acontecimentos

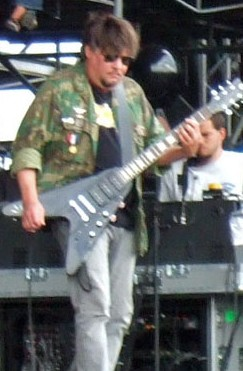
Ron Asheton morre nos Estados Unidos aos 60 anos.

### Janeiro
- 6 de janeiro - Ron Asheton, guitarrista do The Stooges, morre nos Estados Unidos aos 60 anos.[1]
- 9 de janeiro - Florian Schneider anuncia sua saída do Kraftwerk.
- 17 de janeiro - Paul McCartney declara que gostaria de voltar a tocar com Ringo Starr.[2]
- 17 de janeiro - Lady Gaga atinge o topo da Billboard Hot 100 com seu single de estréia, Just Dance, 22 semanas após o lançamento.
- 26 de janeiro - É lançado o terceiro álbum da banda Franz Ferdinand, intitulado Tonight: Franz Ferdinand
- 28 de janeiro - Zeca Pagodinho é internado no Rio de Janeiro com pneumonia.[3]
- 28 de janeiro - David Bowie desmente boatos sobre gravação de novo trabalho.[4]
- 29 de janeiro - Billy Powell, tecladista do Lynyrd Skynyrd morre na Flórida, aos 56 anos.[5]

### Fevereiro
- 1 de fevereiro- O cantor irlandês Damien Rice faz show em Florianópolis com a participação de Seu Jorge.
- 3 de fevereiro - Nightwish divulga a lista de faixas do próximo álbum.[6]

9 de fevereiro - blink-182 anuncia volta depois de 5 anos de hiato. Durante o Grammy Awards, os três integrantes aparecem juntos pela primeira vez desdo hiato e anunciam sua volta.
- 12 de fevereiro - Ian Gillan, vocalista do Deep Purple, marca lançamento de disco solo.[7]
- 12 de fevereiro - Limp Bizkit anuncia reunião com integrantes da formação original.[8]
- 13 de fevereiro - Ozzy Osbourne anuncia cancelamento de edição 2009 da Ozzfest.[9]
- 18 de fevereiro - Primeira edição do Rio Music Conference.[10]
- 20 de fevereiro – A banda U2 descobre que foi a gravadora a responsável pelo vazamento do álbum, na internet.[11]
- 21 de fevereiro - Miley Cyrus lança o single The Climb que entrou para a trilha de Hannah Montana: O Filme e mais tarde viria a ganhar o certificado de platina duplo.
- 22 de fevereiro - Papa Roach marca data de lançamento de próximo álbum.[12]
- 27 de fevereiro – A banda U2 lança seu décimo segundo álbum de estúdio, No Line on the Horizon.

### Março
- 1 de março - MGMT abre processo contra partido do presidente Nicolas Sarkozy.[13]
- 1 de março - Roupa Nova lança o CD/DVD Roupa Nova em Londres, trabalho de músicas inéditas depois de 12 anos lançando regravações. Álbum que mais tarde daria a banda o Grammy Latino de Melhor Álbum de Pop Contemporâneo Brasileiro[14]
- 3 de março - Britney Spears dá largada em Nova Orleans, à sua turnê mundial, The Circus Starring: Britney Spears.
- 5 de março - Michael Jackson anuncia a sua série final de shows em Londres, a turnê intitulada "This Is It", porém mais tarde, teve de ser cancelada devido à morte do astro, em junho do mesmo ano. [15]
- 8 de março - Metallica cancela um show, minutos antes do início, por problemas de saúde do vocalista James Hetfield.[16]
- 10 de março - RBD lança seu último álbum de estúdio, Para Olvidarte De Mí.
- 16 de março - Bob Dylan divulga data de lançamento de seu próximo disco.[17]
- 24 de março - Guns N' Roses anuncia contratação de novo guitarrista.[18]
- 24 de março - Lil' Kim lança novo single promocional Download.
- 26 de março - Placebo divulga lista de músicas do novo álbum.[19]
- 29 de março - Edguy divulga nome das músicas de próximo DVD ao vivo.[20]

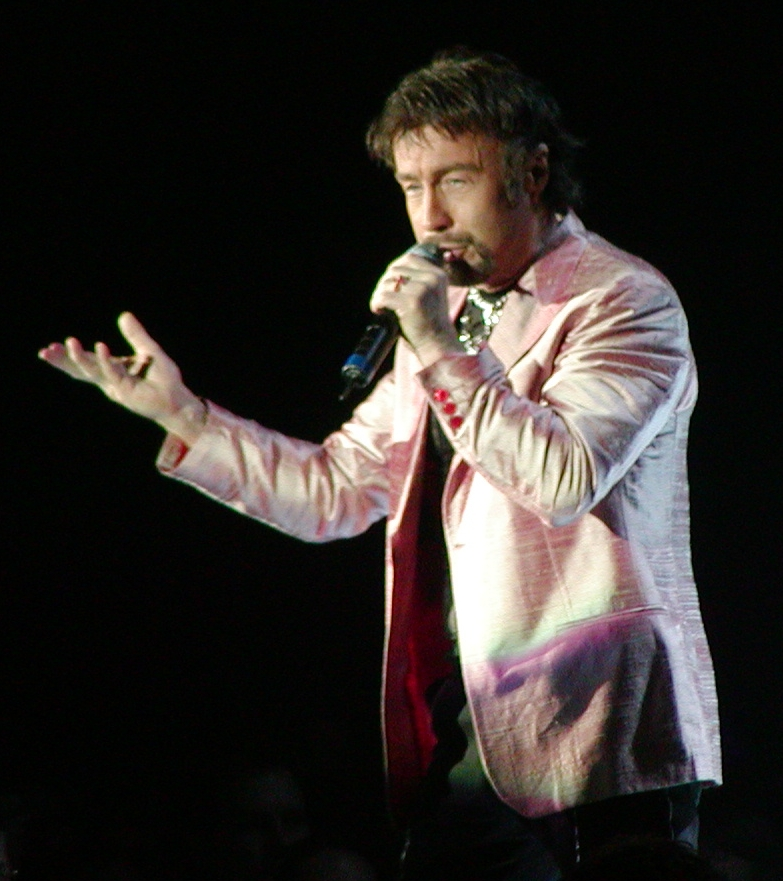
Paul Rodgers anuncia fim de parceria com o Queen.

- 30 de março - Bob Dylan libera durante 24 horas, download de música nova.[21]

### Abril
- 5 de abril - Ultraje a Rigor Lança o Música Esquisita a Troco de Nada da Gravadora independente
- 6 de abril - Ultraje a Rigor disponibiliza primeiras músicas do novo projeto.[22]
- 18 de abril - O presidente Luiz Inácio Lula da Silva sancionou uma lei que institui no Brasil o dia Nacional da Bossa Nova.[23]
- 20 de abril - Pink Floyd processa a gravadora EMI por erro em pagamentos.[24]
- 21 de abril - Sonic Youth disponibiliza faixa do próximo álbum gratuitamente.[25]
- 26 de abril - Brian May lança projeto para ajudar crianças do Brasil.[26]
- 30 de abril - Depeche Mode confirma datas de shows no Brasil no segundo semestre.[27]

### Maio
- 1 de maio - Vivendo do Ócio lança o seu álbum de estreia, Nem Sempre Tão Normal.[28]
- 6 de maio - Stryper disponibiliza músicas de próximo álbum na internet.[29]
- 10 de maio - Ean Evans, baixista do Lynyrd Skynyrd, morre em decorrência de câncer.[30]
- 12 de maio - Rita Lee lança o DVD Multishow ao Vivo com duas canções inéditas.[31]

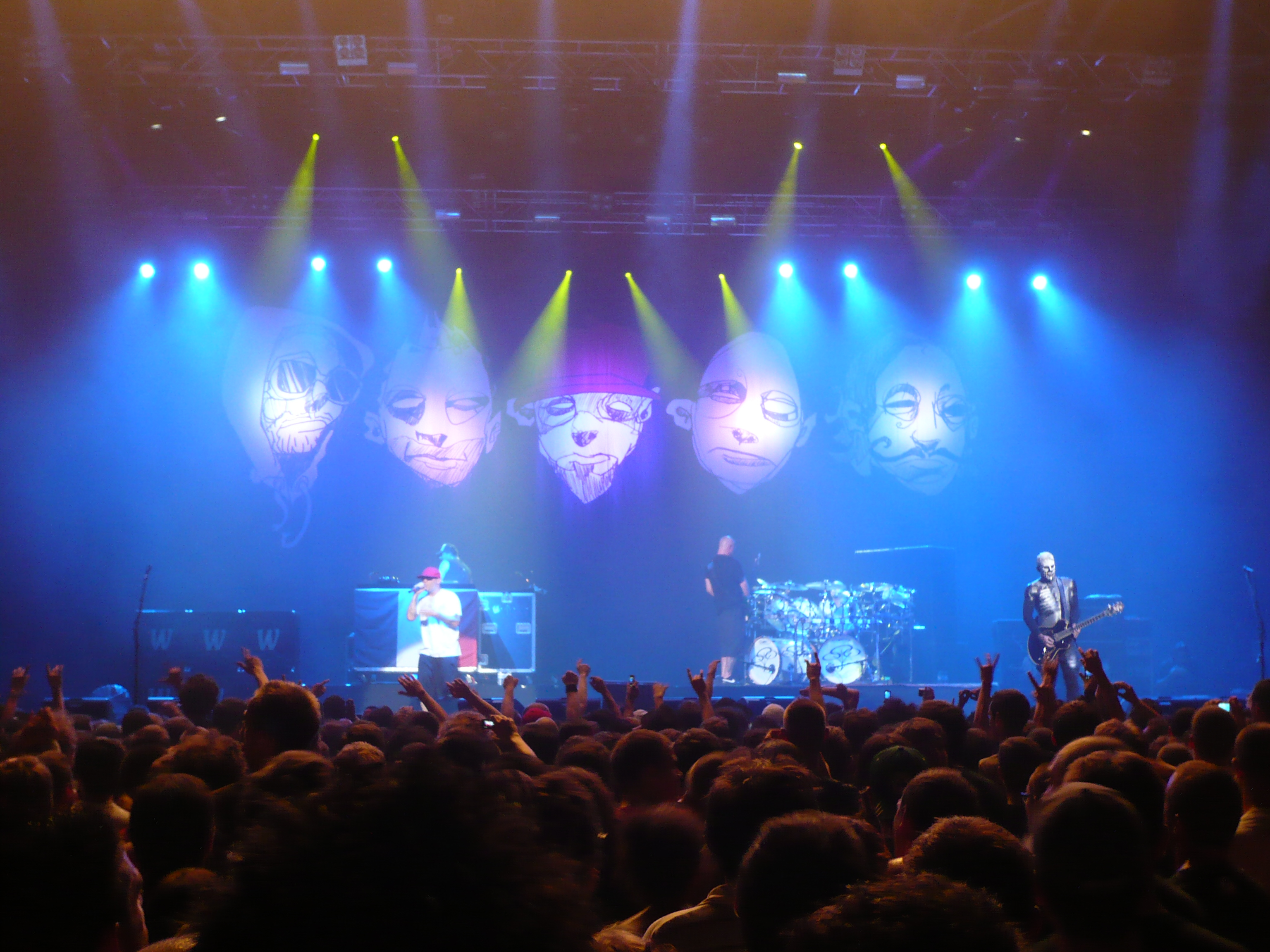
Limp Bizkit se apresenta ao vivo pela primeira vez em oito anos.

- 14 de maio - Paul Rodgers anuncia fim de parceria com o Queen.[32]
- 15 de maio - Depeche Mode cancela várias apresentações por causa da saúde do vocalista Dave Gahan.[33]
- 15 de maio - O Green Day lança seu oitavo álbum de estúdio, 21st Century Breakdown.
- 20 de maio - Limp Bizkit se apresenta ao vivo pela primeira vez em oito anos.[34]
- 22 de maio - Mike Patton, vocalista do Faith No More faz parceria com autor de Watchmen.[35]
- 27 de maio - Documentário do Iron Maiden é lançado em cinco formatos.[36]

### Junho
- 2 de junho - Arctic Monkeys divulga data de lançamento de próximo álbum.[37]
- 6 de junho - É lançado o álbum Pra Tocar no Manto, do grupo Trazendo a Arca.[38]
- 8 de junho - Novo álbum do Lacrimosa é lançado no Brasil.[39]

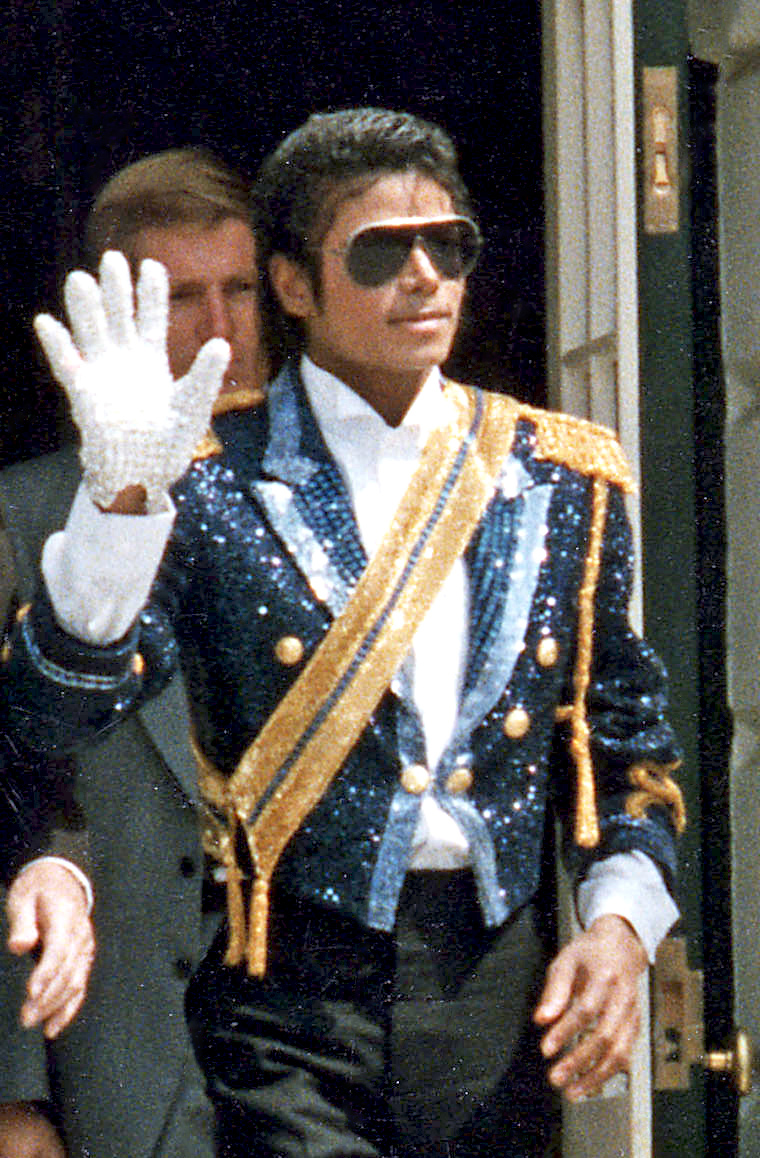
Michael Jackson morre em Los Angeles, aos 50 anos.

- 10 de junho - Massacration fecha contrato com a gravadora EMI.[40]
- 16 de junho - Incubus lança disco com regravações e canções inéditas.[41]
- 21 de junho - Paramore anuncia Taylor York como guitarrista oficial da banda.[42]
- 25 de junho - Michael Jackson, o Rei do Pop, morre em Los Angeles, aos 50 anos. Ele estava prestes a começar uma série final de shows em Londres, que marcaria sua volta aos palcos em uma turnê desde a HIStory World Tour, de 1997.[43]
- 28 de junho - Paramore divulga lista de músicas do próximo álbum Brand New Eyes.[44]

### Julho
- 4 de julho - Muse divulga lista de músicas do próximo álbum.[45]
- 6 de julho - Ryan Ross e Jon Walker deixam a banda Panic! at the Disco após cinco anos com ela.
- 20 de julho - Pitty lança o videoclipe de "Me Adora".[46]
- 23 de julho - Depeche Mode cancela as apresentações que faria no Brasil.[47]

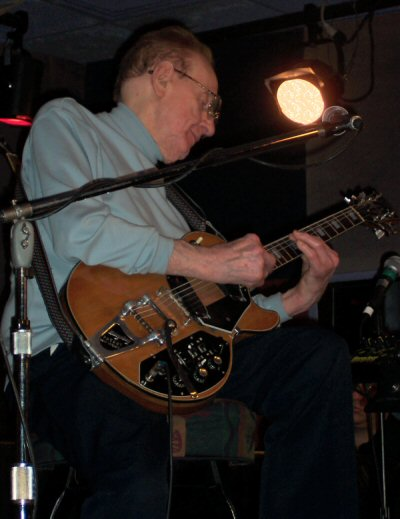
Les Paul morre aos 94 anos nos Estados Unidos.

- 26 de julho - Avril Lavigne afirma que seu próximo álbum será mais despojado.[48]
- 30 de julho - Megadeth divulga capa e lista de músicas do próximo álbum.[49]

### Agosto
- 1 de Agosto - Gravação ao vivo do 12º álbum de Diante do Trono: Tua Visão, na Praça da Estação, Belo Horizonte.
- 9 de agosto  - Jasmine You morre aos 30 anos no Japão.[50]
- 13 de agosto - Les Paul morre aos 94 anos nos Estados Unidos.[51]
- 19 de agosto - The Smashing Pumpkins anuncia oficialmente Mike Byrne como o novo baterista da banda.[52]
- 19 de agosto - O Arctic Monkeys lança seu terceiro álbum de estúdio Humbug, apresentando grande mudança e amadurecimento no estilo da banda.

- 24 de agosto - Slipknot cancela dois shows nos Estados Unidos devido à hospitalização de Joey Jordison, baterista da banda.[53]
- 25 de agosto -  SOJA lança o seu quarto álbum de estúdio, Born in Babylon.[54]
- 26 de agosto - The Cranberries anuncia o retorno e realização de turnê.[55]
- 28 de agosto - Noel Gallagher anunciou a sua saída do Oasis, fazendo com que o futuro da banda fique incerto.[56]

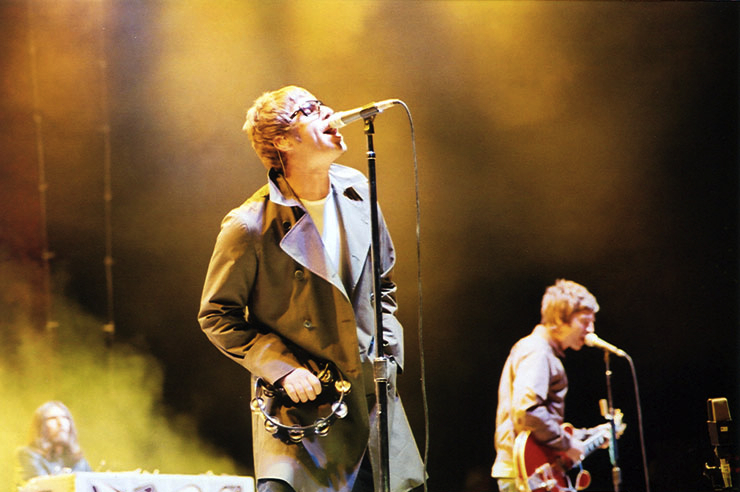
Liam Gallagher anuncia o fim do Oasis.

- 31 de agosto - Miley Cyrus lança o EP The Time Of Our Lives, tendo como primeiro single Party in the USA, que ganhou certificado de platina quádruplo e alcançou a posição #2 na Billboard Hot 100.

### Setembro
- 2 de setembro - Madonna finaliza em Tel Aviv sua oitava turnê mundial, Sticky & Sweet, se tornando a mais lucrativa da história por um artista solo.
- 4 de setembro - Paramore faz cover da música "Use Somebody", do grupo Kings of Leon.[57]
- 9 de setembro - Bee Gees reata a sua volta na música mundial.
- 10 de setembro - Nine Inch Nails faz o seu último show, em Los Angeles, marcando o fim da banda.[58]
- 14 de setembro - Muse lança seu novo album, The Resistance, que logo após o lançamento, atingiu o topo das paradas em pelo menos 16 países.
- 14 de setembro - AC/DC confirma apresentação única no Brasil em novembro.[59]
- 18 de setembro - Madonna lança sua terceira coletânea de hits, Celebration.
- 22 de setembro - Foo Fighters divulga a lista das canções que estarão na coletânea da banda que será lançada em novembro de 2009.[60]
- 22 de setembro - Keisha Buchanan, integrante do trio pop britânico Sugababes deixou o grupo depois de 11 anos. Keisha foi a última integrante da formação original e logo após foi substituída pela cantora Jade Ewen.[61]
- 24 de setembro - É divulgada a lista dos 12 indicados ao Rock and Roll Hall of Fame.[62]
- 25 de setembro - Mariah Carey lança seu décimo-segundo álbum de estúdio, Memoirs of an Imperfect Angel.
- 25 de Setembro - Desfile da Banda Marcial Euclides da Cunha e Charlie Brown Jr. Lança o Camisa 10 (Joga Bola até na Chuva) da Gravadora Sony.

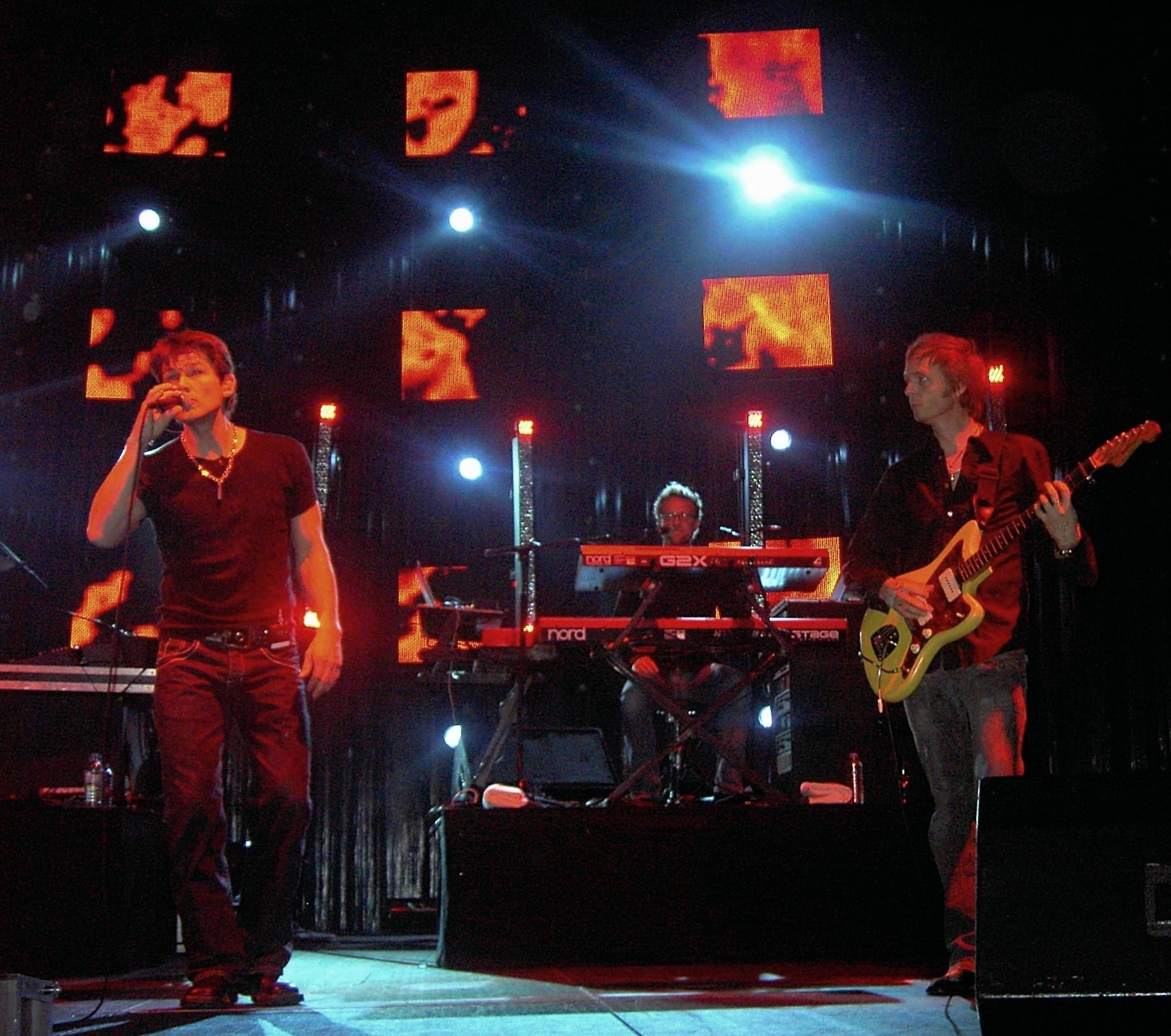
A-ha chega ao fim após a turnê de despedida iniciada em 2010.

- 29 de setembro - O Paramore lança seu 3º álbum de estúdio, intitulado Brand New Eyes.

### Outubro
- 3 de outubro - AC/DC lança caixa especial com raridades inéditas.[63]
- 3 de outubro - Metallica toca "Through The Never" pela primeira vez em 16 anos.[64]
- 8 de outubro - Liam Gallagher confirma o fim do Oasis, pouco mais de um mês após a saída de Noel Gallagher.[65]
- 9 de outubro - Shakira lança seu sexto álbum de estúdio à nível mundial, She Wolf.
- 10 de outubro - Massacration lança seu novo álbum chamado Good Blood Headbangers.[66]
- 15 de outubro - A-ha anunciou em seu site oficial que terminarão a carreira após completarem a turnê de despedida marcada para 2010.[67]
  - 16 de outubro - Freddie Mercury ganha memorial na cidade onde viveu;[68] Rammstein lança o álbum Liebe Ist Für Alle Da, o sexto álbum da banda.
- 17 de outubro - Avril Lavigne se separa de Deryck Whibley após três anos de casamento.[69]
- 22 de outubro - Metallica anuncia lançamento de novo DVD ao vivo gravado na França.[70]

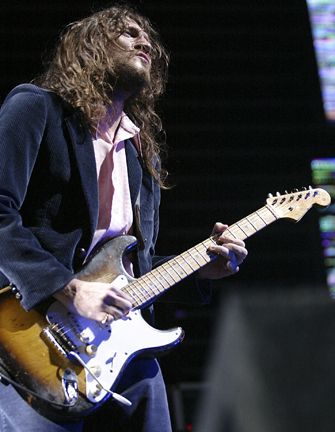
Foi anunciada a saída de John Frusciante do Red Hot Chili Peppers.

### Novembro
- 3 de novembro - A cantora mexicana Anahí começa a primeira turnê mundial solo Mi Delirio World Tour pós RBD em São Paulo na HSBC Brasil.
- 5 de novembro - No Doubt processa o jogo Band Hero por uso indevido de avatares.[71]
- 10 de Novembro - Britney Spears lança sua segunda compilação, The Singles Collection, sendo a primeira coletânea a ter um single de avanço que estreou direto no pico de número um na parada musical americana, com a faixa 3.
- 12 de novembro - Lynyrd Skynyrd anuncia turnê pelo Reino Unido para divulgar seu novo álbum.[72]
- 12 de novembro - Red Hot Chili Peppers marca seu show de retorno para o dia 29 de janeiro.[73]
- 17 de novembro - O cantor Justin Bieber lança seu primeiro EP de estúdio, My World.
- 18 de novembro - Lady Gaga lança seu primeiro EP, The Fame Monster, que atinge altos recordes de venda e se torna o álbum mais vendido de 2010.[74]
- 19 de novembro - Metallica confirma dois shows no Brasil em janeiro de 2010.[75]
- 20 de Novembro - Rihanna lança seu quarto álbum de estúdio, Rated R, que originou um dos maiores hits do ano seguinte, a canção "Rude Boy".[76]
- 23 de Novembro - B.T.R. lança seu disco de estréia, intitulado "Big Time Rush".
- 24 de novembro - A cantora mexicana Anahí lança seu primeiro disco solo após o fim do RBD, Mi Delirio .
- 27 de novembro - Laura Pausini lança seu 13º álbum oficial (3º ao vivo) intitulado Laura Live World Tour 09
- 27 de novembro - Show do AC/DC no Brasil. O show foi realizado no Estádio do Morumbi, em São Paulo.[77]
- 27 de novembro - Lady Gaga inicia sua segunda turnê mundial, The Monster Ball Tour.
- 29 de novembro - Termina em Adelaide, na Austrália, a turnê mundial The Circus Starring, de Britney Spears, com mais de 130 milhões de dólares arrecadados.

### Dezembro

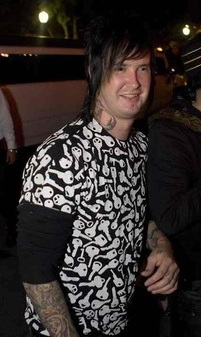
The Rev morre aos 28 anos de idade.

- 1 de dezembro - Thalía lança seu 12º álbum oficial (1º CD/DVD acústico) titulado Primera Fila
- 3 de dezembro - Marilyn Manson encerra contrato com a gravadora Interscope.[78]
- o a banda a-ha termina com um show histórico Oslo, na Noruega, tocando os seus grandes sucessos, como - Take On Me, Hunting High and Low, Crying in The Rain, The Sun Shines on TV, Cry Wolf, Stay on These Roads, I've Been Losing You, Manhattan Skyline, Early Morning, e outros.
- 9 de dezembro - Vocalista do Sigur Rós divulga detalhes de seu primeiro álbum solo.[79]
- 11 de dezembro - Guns N' Roses faz seu primeiro show após lançamento de Chinese Democracy.[80]
- 13 de dezembro - A banda King Kobra anuncia seu retorno para gravação de um novo álbum.[81]
- 14 de dezembro - É anunciada a saída de John Frusciante do Red Hot Chili Peppers. Seu substituto será Josh Klinghoffer.[82]
- 22 de dezembro - Guns N' Roses confirma 5 shows no Brasil em março de 2010.[83]
- 25 de dezembro - É lançado o primeiro álbum de Tyler, the Creator, chamado Bastard.
- 28 de dezembro - Jimmy "The Rev" Owen Sullivan, baterista do Avenged Sevenfold morre aos 28 anos nos Estados Unidos.[84]

Mariah Carey lança seu décimo-segundo álbum, noemado Memoirs of an Imperfect Angel.

## Bandas formadas
- Darth & Vader
- Dirtyloud
- Beady Eye
- 2NE1
- Cain's Offering
- The Dead Weather
- F(x)
- Guilt Machine
- The Pretty Reckless
- Them Crooked Vultures
- We Are the Fallen
- The Young Veins
- R5

## Bandas dissolvidas
- Afromania
- Hearts Grow